# Agrostis angusthum
Agrostis angusthum é uma espécie de gramínea do gênero Agrostis, pertencente à família Poaceae.